# Список призерів Олімпійських ігор з тенісу
Теніс вперше став олімпійським видом спорту у 1896 році.

## Актуальні дисципліни

### Одиночний розряд (чоловіки)
| Ігри                | Золото                                       | Срібло                                       | Бронза                                                                   |
| ------------------- | -------------------------------------------- | -------------------------------------------- | ------------------------------------------------------------------------ |
| 1896 Афіни          | Джон Пій Боланд ( Велика Британія)           | Діонісіос Касдагліс ( Королівство Греція)    | Момчіло Тапааіца ( Угорщина)/Константінос Паспатіс ( Королівство Греція) |
| 1900 Париж          | Лоренс Догерті ( Велика Британія)            | Гарольд Магоні ( Велика Британія)            | Реджинальд Догерті ( Велика Британія)/Артур Норріс ( Велика Британія)    |
| 1904 Сент-Луїс      | Білс Райт ( США)                             | Роберт Лерой ( США)                          | Альфонсо Белл ( США)/ Едгар Леонард ( США)                               |
| 1908 Лондон         | Джозія Річі ( Велика Британія)               | Отто Фройцхайм ( Німецька імперія)           | Уілберфорс Івс ( Велика Британія)                                        |
| 1912 Стокгольм      | Чарльз Вінслоу ( Південно-Африканський Союз) | Гарольд Кітсон ( Південно-Африканський Союз) | Оскар Кройцер ( Німецька імперія)                                        |
| 1920 Антверпен      | Луїс Раймонд ( Південно-Африканський Союз)   | Кумаґе Ічія ( Японська імперія)              | Чарльз Вінслоу ( Південно-Африканський Союз)                             |
| 1924 Париж          | Вінсент Річардс ( США)                       | Анрі Коше ( Франція)                         | Умберто де Морпурго ( Королівство Італія)                                |
| 1988 Сеул           | Мілослав Мечирж ( Чехословаччина)            | Тім Майотт ( США)                            | Стефан Едберг ( Швеція)/Бред Гілберт ( США)                              |
| 1992 Барселона      | Марк Россе ( Швейцарія)                      | Хорді Арресе ( Іспанія)                      | Андрій Черкасов ( Об'єднана команда)/Горан Іванишевич ( Хорватія)        |
| 1996 Атланта        | Андре Агассі ( США)                          | Серхі Бругера ( Іспанія)                     | Леандер Паес ( Індія)                                                    |
| 2000 Сідней         | Євген Кафельников ( Росія)                   | Томмі Гаас ( Німеччина)                      | Арно Ді Паскуале ( Франція)                                              |
| 2004 Афіни          | Ніколас Массу ( Чилі)                        | Марді Фіш ( США)                             | Фернандо Гонсалес ( Чилі)                                                |
| 2008 Пекін          | Рафаель Надаль ( Іспанія)                    | Фернандо Гонсалес ( Чилі)                    | Новак Джокович ( Сербія)                                                 |
| 2012 Лондон         | Енді Маррей ( Велика Британія)               | Роджер Федерер ( Швейцарія)                  | Хуан Мартін дель Потро ( Аргентина)                                      |
| 2016 Ріо-де-Жанейро | Енді Маррей ( Велика Британіяя)              | Хуан Мартін дель Потро ( Аргентина)          | Нішікорі Кеі ( Японія)                                                   |

### Одиночний розряд (жінки)
| Ігри                | Золото                                     | Срібло                              | Бронза                                                     |
| ------------------- | ------------------------------------------ | ----------------------------------- | ---------------------------------------------------------- |
| 1900 Париж          | Шарлотта Купер ( Велика Британія)          | Елен Прево ( Франція)               | Маріон Джонс ( США)/Хедвіга Розенбаумова ( Богемія)        |
| 1908 Лондон         | Доротея Ламберт-Чамберс ( Велика Британія) | Дора Бутбі ( Велика Британія)       | Рут Уінч ( Велика Британія)                                |
| 1912 Стокгольм      | Маргаріт Брокді ( Франція)                 | Доротеа Кьорінг ( Німецька імперія) | Молла Маллорі ( Норвегія)                                  |
| 1920 Антверпен      | Сюзанн Ленглен ( Франція)                  | Дороті Холмен ( Велика Британія)    | Кітті Маккейн ( Велика Британія)                           |
| 1924 Париж          | Хелен Уіллз ( США)                         | Жюлі Власто ( Франція)              | Кітті Маккейн ( Велика Британія)                           |
| 1988 Сеул           | Штеффі Граф ( ФРН)                         | Габріела Сабатіні ( Аргентина)      | Зіна Гаррісон ( США)/Мануела Малеєва ( НРБ)                |
| 1992 Барселона      | Дженніфер Капріаті ( США)                  | Штеффі Граф ( Німеччина)            | Мері Джо Фернандес ( США)/Аранча Санчес Вікаріо ( Іспанія) |
| 1996 Атланта        | Ліндсі Девенпорт ( США)                    | Аранча Санчес Вікаріо ( Іспанія)    | Яна Новотна ( Чехія)                                       |
| 2000 Сідней         | Вінус Вільямс ( США)                       | Олена Дементьєва ( Росія)           | Моніка Селеш ( США)                                        |
| 2004 Афіни          | Жустін Енен ( Бельгія)                     | Амелі Моресмо ( Франція)            | Алісія Молік ( Австралія)                                  |
| 2008 Пекін          | Олена Дементьєва ( Росія)                  | Дінара Сафіна ( Росія)              | Віра Звонарьова ( Росія)                                   |
| 2012 Лондон         | Серена Вільямс ( США)                      | Марія Шарапова ( Росія)             | Вікторія Азаренко ( Білорусь)                              |
| 2016 Ріо-де-Жанейро | Моніка Пуїг ( Пуерто-Рико)                 | Анджелік Кербер ( Німеччина)        | Петра Квітова ( Чехія)                                     |

### Парний розряд (чоловіки)
| Ігри                | Золото                                                                                       | Срібло                                                                                     | Бронза |
| ------------------- | -------------------------------------------------------------------------------------------- | ------------------------------------------------------------------------------------------ | --- |
| 1896 Афіни          | Джон Пій Боланд ( Велика Британія) та Фрідріх Траун ( Німецька імперія)                      | Деметріос Петрококкінос ( Королівство Греція) та Діонісіос Касдагліс ( Королівство Греція) | Едвін Флек ( Австралія) та Джордж Робертсон ( Велика Британія)                                                              |
| 1900 Париж          | Лоренс Догерті ( Велика Британія) та Реджинальд Догерті ( Велика Британія)                   | Макс Декюжі ( Франція) та Безіл де Гармендіа ( США)                                        | Жорж де ла Шапель ( Франція) та Андре Прево ( Франція)/Гарольд Магоні ( Велика Британія) та Артур Норріс ( Велика Британія) |
| 1904 Сент-Луїс      | Едгар Леонард ( США) та Білс Райт ( США)                                                     | Альфонсо Белл ( США) та Роберт Лерой ( США)                                                | Джозеф Уір ( США) та Аллен Уест ( США)/Кларенс Гамбл ( США) та Артур Уір ( США)                                             |
| 1908 Лондон         | Джордж Гільярд ( Велика Британія) та Реджинальд Догерті ( Велика Британія)                   | Джозія Річі ( Велика Британія) та Джеймс Парк ( Велика Британія)                           | Клемент Газале ( Велика Британія) та Чарльз Діксон ( Велика Британія)                                                       |
| 1912 Стокгольм      | Гарольд Кітсон ( Південно-Африканський Союз) та Чарльз Вінслоу ( Південно-Африканський Союз) | Артур Цборціль ( Австрійська імперія) та Фріц Піпес ( Австрійська імперія)                 | Альбер Кане ( Франція) та Едуард Мені де Маранге ( Франція)                                                                 |
| 1920 Антверпен      | Освальд Тьорнбулл ( Велика Британія) та Максвелл Вуснам ( Велика Британія)                   | Кумаґе Ічія ( Японська імперія) та Кашіо Сейхіро ( Японська імперія)                       | Макс Декюжі ( Франція) та П'єр Альбарран ( Франція)                                                                         |
| 1924 Париж          | Вінсент Річардс ( США) та Френсіс Хантер ( США)                                              | Жак Бруньон ( Франція) та Анрі Коше ( Франція)                                             | Жан Боротра ( Франція) та Рене Лакост ( Франція)                                                                            |
| 1988 Сеул           | Кен Флек ( США) та Роберт Сегусо ( США)                                                      | Еміліо Санчес ( Іспанія) та Серхіо Касаль ( Іспанія)                                       | Мілослав Мечирж ( Чехословаччина) та Мілан Шрейбер ( Чехословаччина)/Стефан Едберг ( Швеція) та Андерс Яррід ( Швеція)      |
| 1992 Барселона      | Борис Бекер ( Німеччина) та Міхаель Штіх ( Німеччина)                                        | Вейн Феррейра ( ПАР) та Піт Норвал ( ПАР)                                                  | Хав'єр Франа ( Аргентина) та Крістіан Мініуссі ( Аргентина)/Горан Іванишевич ( Хорватія) та Горан Прпич ( Хорватія)         |
| 1996 Атланта        | Тодд Вудбрідж ( Австралія) та Марк Вудфорд ( Австралія)                                      | Ніл Брод ( Велика Британія) та Тім Генман ( Велика Британія)                               | Марк-Кевін Гелльнер ( Німеччина) та Давід Пріносіл ( Німеччина)                                                             |
| 2000 Сідней         | Себастьян Ларо ( Канада) та Даніел Нестор ( Канада)                                          | Тодд Вудбрідж ( Австралія) та Марк Вудфорд ( Австралія)                                    | Алекс Корретха ( Іспанія) та Альберт Коста ( Іспанія)                                                                       |
| 2004 Афіни          | Фернандо Гонсалес ( Чилі) та Ніколас Массу ( Чилі)                                           | Ніколас Кіфер ( Німеччина) та Райнер Шуттлер ( Німеччина)                                  | Маріо Анчич ( Хорватія) та Іван Любичич ( Хорватія)                                                                         |
| 2008 Пекін          | Роджер Федерер ( Швейцарія) та Станіслас Вавринка ( Швейцарія)                               | Сімон Аспелін ( Швеція) та Томас Юганссон ( Швеція)                                        | Боб Браян ( США) та Майк Браян ( США)                                                                                       |
| 2012 Лондон         | Боб Браян ( США) та Майк Браян ( США)                                                        | Мікаель Льодра ( Франція) та Жо-Вілфрід Тсонга ( Франція)                                  | Жульєн Беннето ( Франція) та Рішар Гаске ( Франція)                                                                         |
| 2016 Ріо-де-Жанейро | Марк Лопес ( Іспанія) та Рафаель Надаль ( Іспанія)                                           | Флорін Мерджа ( Румунія) та Горія Текеу ( Румунія)                                         | Стів Джонсон ( США) та Джек Сок ( США)                                                                                      |

### Парний розряд (жінки)
| Ігри                | Золото                                                                  | Срібло                                                                   | Бронза |
| ------------------- | ----------------------------------------------------------------------- | ------------------------------------------------------------------------ | --- |
| 1920 Антверпен      | Вініфред Макнейр ( Велика Британія) та Кітті Маккейн ( Велика Британія) | Джеральдін Біміш ( Велика Британія) та Дороті Холмен ( Велика Британія)  | Сюзанн Ленглен ( Франція) та Елізабет д'Айєн ( Франція)                                                                               |
| 1924 Париж          | Хейзел Уайтмен ( США) та Хелен Уіллз ( США)                             | Філліс Ковелл ( Велика Британія) та Кітті Маккейн ( Велика Британія)     | Дороті Шеферд-Баррон ( Велика Британія) та Евелін Кольєр ( Велика Британія)                                                           |
| 1988 Сеул           | Пем Шрайвер ( США) та Зіна Гаррісон ( США)                              | Яна Новотна ( Чехословаччина) та Гелена Сукова ( Чехословаччина)         | Елізабет Смайлі ( Австралія) та Венді Тернбулл ( Австралія)/Штеффі Граф ( ФРН) та Клаудія Коде-Кільш ( ФРН)                           |
| 1992 Барселона      | Джиджі Фернандес ( США) та Мері Джо Фернандес ( США)                    | Кончіта Мартінес ( Іспанія) та Аранча Санчес Вікаріо ( Іспанія)          | Рейчел Макквіллан ( Австралія) та Ніколь Брадтке ( Австралія)/Лейла Месхі ( Об'єднана команда) та Наташа Звєрєва ( Об'єднана команда) |
| 1996 Атланта        | Джиджі Фернандес ( США) та Мері Джо Фернандес ( США)                    | Яна Новотна ( Чехія) та Гелена Сукова ( Чехія)                           | Кончіта Мартінес ( Іспанія) та Аранча Санчес Вікаріо ( Іспанія)                                                                       |
| 2000 Сідней         | Серена Вільямс ( США) та Вінус Вільямс ( США)                           | Крісті Богерт ( Нідерланди) та Міріам Ореманс ( Нідерланди)              | Ельс Калленс ( Бельгія) та Домінік Монамі ( Бельгія)                                                                                  |
| 2004 Афіни          | Лі Тін ( Китай) та Сунь Тяньтянь ( Китай)                               | Кончіта Мартінес ( Іспанія) та Вірхінія Руано Паскуаль ( Іспанія)        | Паола Суарес ( Аргентина) та Патрісія Тарабіні ( Аргентина)                                                                           |
| 2008 Пекін          | Серена Вільямс ( США) та Вінус Вільямс ( США)                           | Анабель Медіна Гаррігес ( Іспанія) та Вірхінія Руано Паскуаль ( Іспанія) | Янь Цзи ( Китай) та Чжен Цзє ( Китай)                                                                                                 |
| 2012 Лондон         | Серена Вільямс ( США) та Вінус Вільямс ( США)                           | Андреа Главачкова ( Чехія) та Луціє Градецька ( Чехія)                   | Марія Кириленко ( Росія) та Надія Петрова ( Росія)                                                                                    |
| 2016 Ріо-де-Жанейро | Катерина Макарова ( Росія) та Олена Весніна ( Росія)                    | Тімеа Бачинскі ( Швейцарія) та Мартіна Хінгіс ( Швейцарія)               | Луціє Шафарова ( Чехія) та Барбора Стрицова ( Чехія)                                                                                  |

### Парний розряд (мікст)
| Ігри                | Золото                                                                     | Срібло                                                                 | Бронза |
| ------------------- | -------------------------------------------------------------------------- | ---------------------------------------------------------------------- | --- |
| 1900 Париж          | Шарлотта Купер ( Велика Британія) та Реджинальд Догерті ( Велика Британія) | Елен Прево ( Франція) та Гарольд Магоні ( Велика Британія)             | Маріон Джонс ( США) та Лоренс Догерті ( Велика Британія)/Гедвіга Розенбаумова ( Богемія) та Арчібальд Уорден ( Велика Британія) |
| 1912 Стокгольм      | Доротеа Кьоніг ( Німецька імперія) та Хайнріх Шомбургк ( Німецька імперія) | Сігрід Фік ( Швеція) та Ґуннар Сеттерваль ( Швеція)                    | Маргаріт Брокді ( Франція) та Альбер Кане ( Франція)                                                                            |
| 1920 Антверпен      | Сюзанн Ленглен ( Франція) та Макс Декюжі ( Франція)                        | Кітті Маккейн ( Велика Британія) та Максвелл Вуснам ( Велика Британія) | Мілада Скрбкова ( Чехословаччина) та Ладіслав Земла ( Чехословаччина)                                                           |
| 1924 Париж          | Хейзел Уітман ( США) та Норріс Уільямс ( США                               | Маріон Джессап ( США) та Вінсент Річардс ( США                         | Корнелія Боуман ( Нідерланди) та Хендрік Тіммер ( Нідерланди)                                                                   |
| 2012 Лондон         | Вікторія Азаренко ( Білорусь) та Макс Мирний ( Білорусь)                   | Лора Робсон ( Велика Британія) та Енді Маррей ( Велика Британія)       | Ліза Реймонд ( США) та Майк Браян ( США)                                                                                        |
| 2016 Ріо-де-Жанейро | Бетані Маттек-Сендс ( США) та Джек Сок ( США)                              | Вінус Вільямс ( США) та Ражів Рам ( США)                               | Луціє Градецька ( Чехія) та Радек Штепанек ( Чехія)                                                                             |

## Скасовані дисципліни

### Одиночний розряд, чоловіки (приміщення)
| Ігри           | Золото                       | Срібло                            | Бронза                         |
| -------------- | ---------------------------- | --------------------------------- | ------------------------------ |
| 1908 Лондон    | Артур Гор ( Велика Британія) | Джордж Карідія ( Велика Британія) | Джозія Річі ( Велика Британія) |
| 1912 Стокгольм | Андре Гобер ( Франція)       | Чарльз Діксон ( Велика Британія)  | Тоні Уайлдінг ( Австралазія)   |

### Одиночний розряд, жінки (приміщення)
| Ігри           | Золото                                 | Срібло                       | Бронза                           |
| -------------- | -------------------------------------- | ---------------------------- | -------------------------------- |
| 1908 Лондон    | Гледіс Істлейк-Сміт ( Велика Британія) | Еліс Грін ( Велика Британія) | Мерта Адлерстроле ( Швеція)      |
| 1912 Стокгольм | Едіт Ханнам ( Велика Британія)         | Софія Кастенсхіольд ( Данія) | Мейбел Партон ( Велика Британія) |

### Парний розряд, чоловіки (приміщення)
| Ігри           | Золото                                                            | Срібло                                                                 | Бронза                                                               |
| -------------- | ----------------------------------------------------------------- | ---------------------------------------------------------------------- | -------------------------------------------------------------------- |
| 1908 Лондон    | Герберт Баррет ( Велика Британія) та Артур Гор ( Велика Британія) | Джордж Карідія ( Велика Британія) та Джордж Саймонд ( Велика Британія) | Вольмар Бустрьом ( Швеція) та Ґуннар Сеттерваль ( Швеція)            |
| 1912 Стокгольм | Моріс Жермо ( Франція) та Андре Гобер ( Франція)                  | Карл Кемпе ( Швеція) та Ґуннар Сеттерваль ( Швеція)                    | Альфред Біміш ( Велика Британія) та Чарльз Діксон ( Велика Британія) |

### Парний розряд, мікст (приміщення)
| Ігри           | Золото                                                             | Срібло                                                                 | Бронза                                              |
| -------------- | ------------------------------------------------------------------ | ---------------------------------------------------------------------- | --------------------------------------------------- |
| 1912 Стокгольм | Едіт Ханнам ( Велика Британія) та Чарльз Діксон ( Велика Британія) | Хелен Ейтчісон ( Велика Британія) та Герберт Баррет ( Велика Британія) | Сігрід Фік ( Швеція) та Ґуннар Сеттерваль ( Швеція) |